# بارت برنتجنز
بارت برنتجنز (بالهولندية: Bart Brentjens) مواليد 10 أكتوبر 1968 في هولندا، هو دراج هولندي. شارك في دورة الألعاب الأولمبية الصيفية وفاز بميدالية أولمبية.

## الميداليات
| الميدالية | المسابقة                       |
| --------- | ------------------------------ |
| ذهبية     | الألعاب الأولمبية الصيفية 1996 |
| برونزية   | الألعاب الأولمبية الصيفية 2004 |

## روابط خارجية
- بارت برنتجنز على موقع الاتحاد الدولي للدراجات (الإنجليزية)
- بارت برنتجنز على موقع أرشيف الدراجات (الإنجليزية)
- بارت برنتجنز على موقع إحصائيات الدراجات الإحترافية (الإنجليزية)
- بارت برنتجنز على موقع MTB Data (الإنجليزية)
- بارت برنتجنز على موقع اللجنة الأولمبية الدولية (الإنجليزية)
- بارت برنتجنز على موقع أوليمبيديا (الإنجليزية)
- بارت برنتجنز على موقع اللجنة الأولمبية الهولندية (الهولندية)